# Folletín

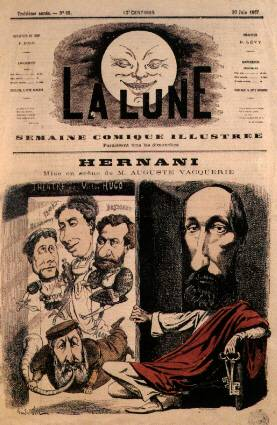
Portada del semanario-folletín La Lune (1867).

Un folletín (del francés feuilleton, diminutivo de feuillet, 'hoja', página de un libro) es un género dramático de ficción caracterizado por su intenso ritmo de producción, el argumento poco verosímil y la simplicidad psicológica. Recurre a la temática amorosa, pero también al misterio y a lo escabroso. Propio de las novelas por entregas, se ha dado también en teatro, cine, historieta y televisión, siempre con características similares. Es, en palabras de Jesús Cuadrado, 

El género popular por antonomasia; y es la esencia de la cultura popular en cualquiera de sus facetas. Es, también, la cualidad evidente que el lector o espectador —sujeto pasivo— acepta sin extrañarse. Las coordenadas no variables de su privada gramática son, a su vez, la ética del mensaje.

## Características
La exigencia estética de este género no suele ser muy acusada. La misma forma en que estas obras son producidas y pagadas, así como el medio por el cual son difundidas influyen con duda en el estilo de las mismas. Dado que se realizan a medida que son difundidas, las obras no obedecen a un plan previo. Ya en las novelas decimonónicas, a veces se hinchaba el estilo o se alargaban los diálogos con monosílabos para ocupar más y más folios, pagándose a los autores de las primeras novelas por entregas por folio escrito. Esto deriva en que los autores ya consagrados contrataban personas que trabajan para ellos y Dumas, por ejemplo, llega a tener setenta y tres colaboradores.
Al no poder rehacer lo ya producido, aparecen incongruencias en la conducta de los personajes, no hay presentación adecuada de muchos personajes secundarios, etc. Además, la distinción maniquea entre buenos y malos suele estar siempre presente. Entre estos últimos, abunda el científico loco y el encapuchado.
Domina también el adjetivo común, la metáfora tópica y la descripción pintoresca de paisajes exóticos. Algunos elementos insólitos característicos son la estatua parlante, la hipnosis asesina.
En lo temático, se prefiere lo exagerado, lo exótico, lo crudo. Los actos de violencia, los raptos, los adulterios, etc. aparecen a menudo y la muerte del padre es un tema frecuente. Sus finales son siempre tristes o trágicos.
Otra característica del folletín es que está dedicado a todos los públicos, con independencia de edad, sexo y condición social, aunque las mujeres sean especialmente aficionadas al mismo. La horizontalidad de sus tramas y la técnica del suspense lo convierte en un producto con una fuerte capacidad de fidelización. Se ha señalado que «si el consumidor desconfía —por su propia coartada cultural— el encuentro o no se produce o es desafortunado».

## Historia

### Origen en Francia
El género surgió en el Romanticismo francés, cuando al extenderse la alfabetización hacia las clases humildes gracias a las conquistas sociales de las revoluciones burguesas, se experimentó la necesidad de una literatura escapista de consumo masivo y barato coste, de forma que pudiese ser adquirida por los sectores menos favorecidos de la sociedad. En consecuencia, los periódicos incluyeron pequeños capítulos de novelas en la franja baja de los periódicos o como pequeños cuadernillos o folletos (de ahí el nombre folletín) que se sucedían cada día y cuya acción termina en suspense para suscitar la curiosidad del lector (y, por tanto, su continuidad en la lectura). La innovación fue todo un éxito y permitía la venta masiva de periódicos. Después, muchas de esas obras narrativas se publicaban en formato libro o sin pastas caras.
Si bien los periódicos La Presse y Siècle son los primeros que hacen estas publicaciones, la idea viene de más lejos. Cuando durante el Consulado y el Primer Imperio los periódicos eran muy reducidos en razón de la censura, comienzan a publicar un suplemento literario. Finalmente, surgen revistas especializadas en la literatura por entregas, como la Revue des deux mondes y Revue de Paris, en las que publicaron autores tan prestigiosos como Balzac.
La Presse publicó entre 1837 y 1847 las novelas de Balzac a razón de una por año, así como obras de Eugenio Sue. El Siècle publicó las de Alejandro Dumas, entre las que por su popularidad se destacan Los tres mosqueteros. Y Le Journal des Débats hizo lo propio con Los misterios de París, de Eugène Sue y Mémoires du diable (1837-8) de Frédéric Soulié. El judío errante, del mismo autor fue publicada por el Constitutionnel, y El Mensajero también publicó en Rusia numerosos e importantes folletines.
Uno de los iniciadores del subgénero es Eugène Sue (1804-1857), con las novelas Los misterios de París o El judío errante, así como Ponson du Terrail, Paul Féval o Charles-Paul de Kock. Pero es Alejandro Dumas (1802-1870) quien representa el máximo esplendor del folletín, con Los tres mosqueteros, El Vizconde de Bragelonne o El conde de Montecristo, entre otras muchas obras muy reimpresas y justamente celebradas, no siempre debidas a su pluma, sino a la de sus colaboradores. Otros autores más famosos recurrieron a este género, como Víctor Hugo, que publicó de esta forma su novela Los miserables; Honoré Balzac, todo un profesional del folletín, quien publicó de esta manera su Comedia humana; y Gustave Flaubert, su Madame Bovary en La revue de Paris desde octubre de 1856.

### El folletín decimonónico en otros países
En el Reino Unido, destacan Robert Louis Stevenson, publicando en 17 entregas en el periódico Young Folks su novela La flecha negra (The Black Arrow), luego reunidas en volumen en 1888; igualmente, Charles Dickens y William Wilkie Collins publicaron de esta forma muchas de sus novelas.
El folletín, llamado en italiano romanzo d'appendice, fue la forma en que Emilio Salgari publicó sus novelas sobre el príncipe malayo Sandokán o Carlo Collodi Le avventure di Pinocchio.
En Rusia, fueron folletines Crimen y castigo (Преступление и наказание) y Los hermanos Karamázov (Братья Карамазовы) de Fiódor Dostoievski y Guerra y paz (Война и мир) de León Tolstói, todas ellas publicadas en El Mensajero Ruso.
En España, Benito Pérez Galdós, Enrique Pérez Escrich y el padre Luis Coloma recurrieron a esta forma de divulgar sus obras. Famosos escritores españoles especializados en literatura por entregas fueron Manuel Fernández y González, el más famoso de todos ellos; Enrique Pérez Escrich, Ramón Ortega y Frías, Torcuato Tárrago y Mateos y Wenceslao Ayguals de Izco. Menor importancia tuvieron Alfonso García Tejero, José Muñoz Maldonado, Julián Castellanos, Florencio Luis Parreño, Luis de Val, Pablo Alonso de la Avecilla, Francisco José Orellana, Antonio de San Martín, Antonio Altadill, Víctor África Bolangero y Juan de Dios Mora entre muchos otros.
En el Perú, aunque el folletín no se popularizó hasta después de la independencia de España, igualmente se tienen diversas obras escritas en este formato. Ejemplos de estas serían Lima de aquí a cien años, El padre Horán, Gonzalo Pizarro (novela) y El hijo del crimen.

### De la radio a la televisión
Las mujeres probaron ser un excelente mercado para las historias seriadas, lo que derivó, por una parte, en el género literario de la novela romántica y, por otra, en el serial radiofónico, cuyo modelo narrativo puede considerarse como el antecedente más cercano del serial televisivo.
En Francia, durante la época del cine mudo, hubo una gran profusión de seriales, algunos inclusive prestigiosos, como el celebérrimo Los vampiros (Les vampires, 1915), de Louis Feuillade.
En los años treinta del siglo XX se comenzaron a emitir en Estados Unidos en radio soap operas como Painted Dreams. Los años treinta y cuarenta son también la época dorada del serial cinematográfico, destacando las producciones de la Republic Pictures Corporation, como la celebérrima Fu-Manchú.
En 1949 debutó en NBC These Are My Children, la primera soap opera de la televisión estadounidense, que no duró más de un mes. Guiding Light ha sido, en cambio, la de mayor duración, con más 15 000 episodios desde su estreno el 25 de enero de 1937 en NBC Radio y el 30 de junio de 1952 en televisión por CBS. En historieta, destacan folletines como El cachorro (Bruguera, 1951), de Iranzo, en España.
A partir de los años noventa, muchas de las series dramáticas de televisión incorporan de forma sistemática elementos del serial, como la continuidad de algunas tramas (sobre todo las referidas al desarrollo del personaje) durante varios episodios o una temporada entera, o el énfasis en el drama y los sentimientos. Ejemplos de esta tendencia son Beverly Hills, 90210 (1990-2000, FOX, Estados Unidos) y ER (desde 1994, NBC, Estados Unidos).